# Dario Bressanini
Dario Bressanini (né le 10 décembre 1963 à Saronno) est un youtuber, un écrivain, un essayiste et un vulgarisateur scientifique italien.

## Activités

### Télévision
Dario Bressanini anime l’émission Cosmo, siamo tutti una rete sur la chaîne de télévision Rai 3. Il travaille aussi avec la Radiotélévision suisse de langue italienne.

### Radio
Dario Bressanini anime les émissions Moebius et Il Gastronauta sur Radio 24.

### Internet
Dario Bressanini tient le blog Scienza in Cucina sur Le Scienze ainsi que son blog personnel sur Il Fatto Quotidiano.

## Livres
- OGM tra leggende e realtà, Bologne, Zanichelli, 2009  (ISBN 88-08-06241-4)
- Pane e bugie, Milan, ChiareLettere, 2010  (ISBN 88-61-90091-7)
- I giochi matematici di fra' Luca Pacioli (avec Toni Toniato), Edizioni Dedalo, 2011, (ISBN 88-22-06823-8)
- Le bugie nel carrello, Milan, ChiareLettere, 2013  (ISBN 88-6190-356-8)
- La scienza della pasticceria, Gribaudo, 2014 (ISBN 88-58-01230-5)
- Contro natura (avec Beatrice Mautino), Milan, Rizzoli, 2015 (ISBN 88-17-08092-6)
- La scienza della carne, Gribaudo, 2016 (ISBN 88-58-01602-5)
- OGM tra leggende e realtà, Gribaudo, 2018 (ISBN 88-08-92070-4)
- La scienza delle verdure, Gribaudo, 2019 (ISBN 88-58-02519-9)
- La scienza delle pulizie, Gribaudo, 2022 (ISBN 88-58-04303-0)
- Fa bene o fa male?, Milan, Mondadori, 2023 (ISBN 978-88-0476-487-8)
- Doctor Newtron (dessinée par Luca Bertelè), Milan, Feltrinelli, 2023 (ISBN 978-88-0755-152-9)